# 佐藤歩
佐藤 歩（さとう あゆむ、1987年8月15日 - ）は、『men's egg』の元男性ファッションモデル、元デザイナー。Recyclage（ルシクラージュ）代表取締役。東京都九段下出身。

## 略歴・人物
ファッション雑誌『men's egg』でモデルとして活動している。きっかけは女性向けファッション雑誌『egg』のモデルをしている友人細井宏美（ろみひ）からの誘いとのこと。
デザイナーとしてFUNNY FACE（ファニーフェイス）や自らが代表取締役を務めるブランドRecyclage（ルシクラージュ）を立ち上げている。
愛用の香水はラブインテンション。好きなキャラクターはミッキーマウス。好きなお菓子はたけのこの里。地方へイベントに出かけると、いつもファンの方からたくさんのたけのこの里をもらう。
好きなスポーツは野球。
女性向けファッション雑誌『Popteen』のモデル舟山久美子と交際していたが破局し、2009年1月1日によりを戻したが、同年6月18日のブログで再び破局を報告した。『魔女たちの22時』で、彼のエピソードが公開された。
2010年10月より芸能事務所プラチナムプロダクションとマネージメント業務を行っている。

## デザイナーとしての活動

### ブランド
Recyclage（ルシクラージュ）
ブランド名の『Recyclage』はフランス語で「再教育」を意味する言葉。モデルとして活動していく過程で従来のお兄系、ギャル男などの渋谷系ストリートファッションに物足りなさを感じた佐藤が立ち上げたブランド。「渋谷という発信地に何か新しいものを生み出したい」「自分から何かを変えられたら」というデザイナーの思いが込められている。
基本テーマは『渋谷系プレッピー』。プレッピーと呼ばれるファッションスタイルを生地・加工・プリント技法・シルエットでアレンジし、渋谷系ならではのテイストを加えたファッションを提案している。

## 出演

### 雑誌
- Men's egg （大洋図書） 専属

### 写真集
- 佐藤歩写真集「Are you...?with you!」（アスペクト）
- 「妄想男子 佐藤歩×田中大地 写真集」（アスペクト、2010年9月24日発売）

### デジタル写真集
- 佐藤歩電子写真集「佐藤歩 in 沖縄」（アスペクトデジタルメディア）

### 映像作品
- 西野カナ「遠くても feat.WISE」PV
当時交際中だった「Popteen」のモデル舟山久美子とカップル役で出演[7][8]。
- 西野カナ「君に会いたくなるから」PV
佐藤歩をはじめ、「今井諒」「澤本幸秀」「藤沢直希」といったmen's eggモデルたちが総出演している[9]。

### ファッションショー
- 渋谷ガールズコレクション 出演モデル[10]

### Webラジオ
- おしゃべりやってま～す第1放送（K'z Station、2011年1月24日 - ）
（2011年4月4日までサイト上の表記はゲスト扱い）

### 映画
- 王様ゲーム（BS-TBS、2011年12月17日公開） - 豊田秀樹 役